# Short S.23
Die Short S.23 Empire war ein britisches Flugboot. Der Erstflug fand im Juli 1936 statt. Es wurden 31 Exemplare gebaut, die ab September 1936 bei der Imperial Airways als Post- und Passagierflugzeuge auf den Strecken nach Australien, Bermuda, Durban, Ägypten, Malaya, New York sowie Ost- und Südafrika eingesetzt wurden.

## Geschichte

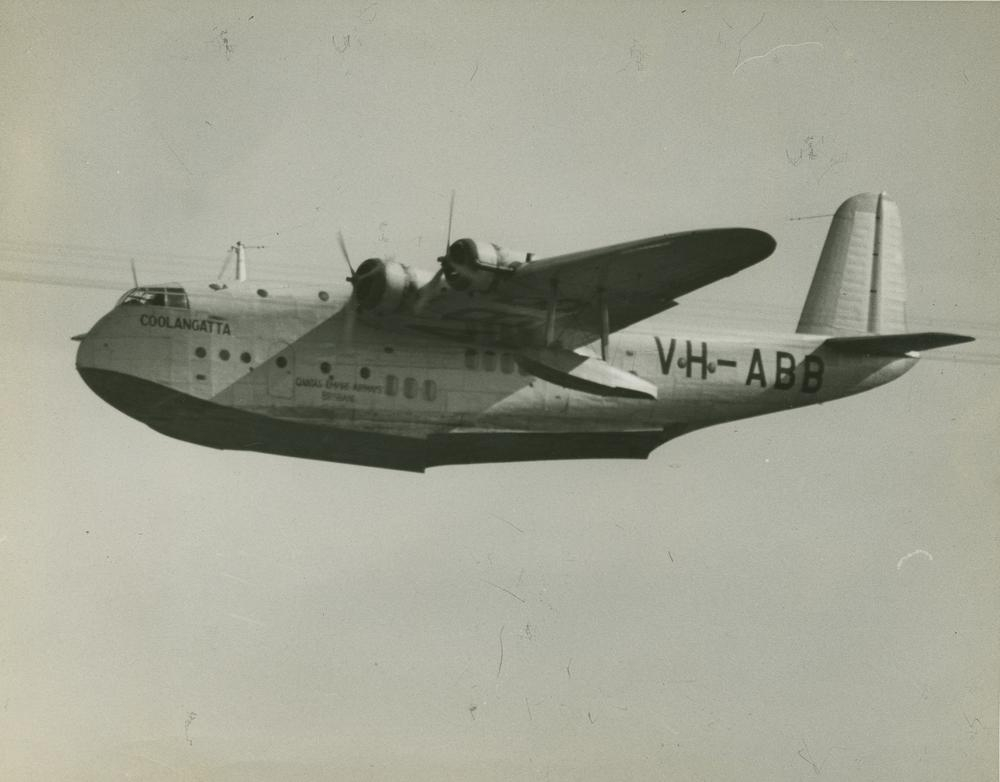
Empire-Class-Flugboot der Qantas

Mitte der dreißiger Jahre erhielt die Firma Short vom britischen Luftfahrtministerium den Auftrag zur Entwicklung eines Flugbootes, das die Kolonien und besonders Australien mit Großbritannien verbinden sollte. Das Ergebnis war die Short S.23 Empire Class, auch als C-Klasse bezeichnet, da angefangen mit dem Prototyp, der „Canopus“, alle Flugboote Namen erhielten, die mit einem „C“ begannen. Die „Canopus“ flog erstmals im Juli 1936, ab Oktober desselben Jahres begannen weitere Maschinen, die Strecke Genua–Bagdad zu bedienen. Ab 1937 wurde die S.23 dann auch auf der Route bis Australien eingesetzt, später auch auf der Strecke London-Durban.

## Varianten
Die S.23 genügte den britischen Anforderungen, in den USA wurde jedoch bemängelt, dass ihre Reichweite nicht für einen transatlantischen Flugverkehr ausreichte. Vier als S.30 bezeichnete Maschinen wurden daher für ein Auftanken in der Luft ausgerüstet. Sie starteten mit voller Treibstofflast und wurden nach dem Ende der spritfressenden Startphase von einem als Tankflugzeug umgerüsteten Bomber vom Typ Handley Page Harrow über einen elastischen Schlauch mit neuem Treibstoff versorgt. Drei Harrows waren auf der Flugstrecke verteilt, so waren die S.23 in der Lage, die Strecke zwischen Großbritannien und Kanada zu bewältigen. Im August 1939 wurde erfolgreich der erste Flug nach diesem Muster absolviert. Unter der Bezeichnung S.21 wurde ein Flugzeug der Empire-Klasse auch für eine andere Technik der Reichweitenverlängerung eingesetzt: Die „Maia“ trug eine kleinere Postmaschine huckepack auf Flughöhe, dann koppelte sich die Postmaschine ab und flog alleine weiter. So ließen sich die Strecken nach Kanada und Alexandria im Postverkehr bewältigen.

## Technische Daten

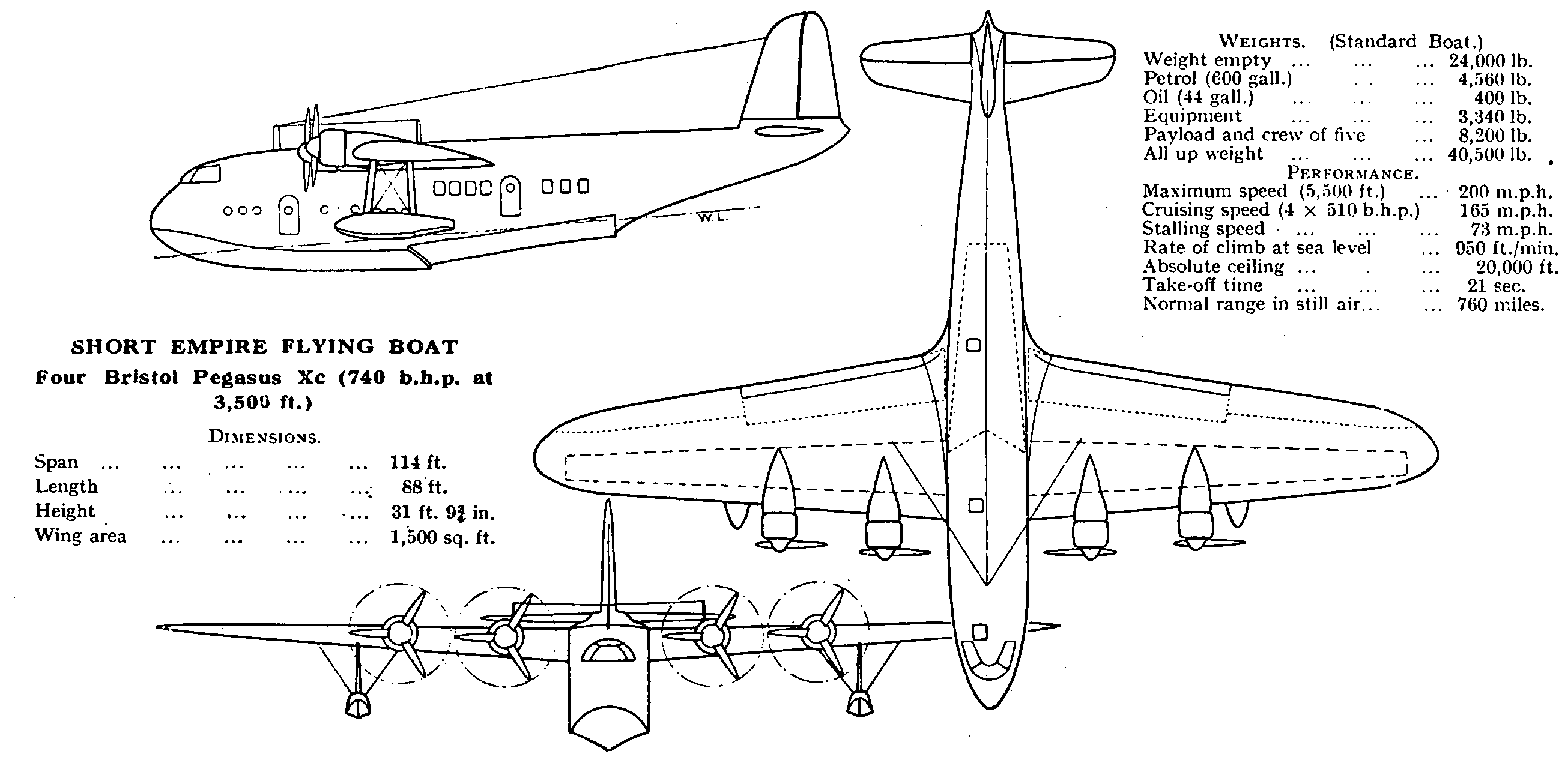
Dreiseitenansicht (englische Beschriftung)

| Kenngröße             | Daten                                                |
| --------------------- | ---------------------------------------------------- |
| Länge                 | 26,82 m                                              |
| Spannweite            | 34,75 m                                              |
| Höhe                  | 9,70 m                                               |
| Flügelfläche          | 139,35 m²                                            |
| Flügelstreckung       | 8,7                                                  |
| Leermasse             | 10.659 kg                                            |
| max. Startmasse       | 18.370 kg                                            |
| Triebwerk             | vier Sternmotoren Bristol Pegasus XC 920 PS (677 kW) |
| Höchstgeschwindigkeit | 322 km/h                                             |
| Dienstgipfelhöhe      | 6.095 m                                              |
| Reichweite            | 1.223 km                                             |